# (24830) 1995 ST3
1995 أس تي 3 (ويعرف أيضًا باسم (24830) 1995 أس تي 3 وفق تسمية الكوكب الصغير) (بالإنجليزية: 1995 ST3)‏ هو كويكب ضمن حزام الكويكبات؛ وترتيبه 24830 من حيث الاكتشاف.
اكتُشف هذا الجُرم الفلكي بواسطة Kin Endate ‏ في 20 سبتمبر 1995.

## وصلات خارجية
- (24830) 1995 ST3 في قاعدة بيانات مختبر الدفع النفاث لأجرام النظام الشمسي الصغيرة

- الاكتشاف · مخطط المدار ·  العناصر المدارية · المعلمات المادية

- (24830) 1995 ST3 على موقع ويكي سكاي: DSS2, SDSS, GALEX, IRAS, Hydrogen α, X-Ray, Astrophoto, Sky Map, Articles and images